# Grey Cooper
Gray Cooper (c. 1726 - 30 juillet 1801) est un homme politique anglais qui siège à la Chambre des communes entre 1765 et 1790 et qui est secrétaire du Trésor sous diverses administrations.

## Biographie
Il est le fils de William Cooper de Newcastle upon Tyne. Il fait ses études à la Durham School et au Trinity College de Cambridge, où il est étudiant en 1745 et obtient un BA en 1747 et une MA en 1750. Il est admis à Inner Temple le 17 juillet 1747 et est admis au barreau. Il devient membre du Trinity College en 1749.

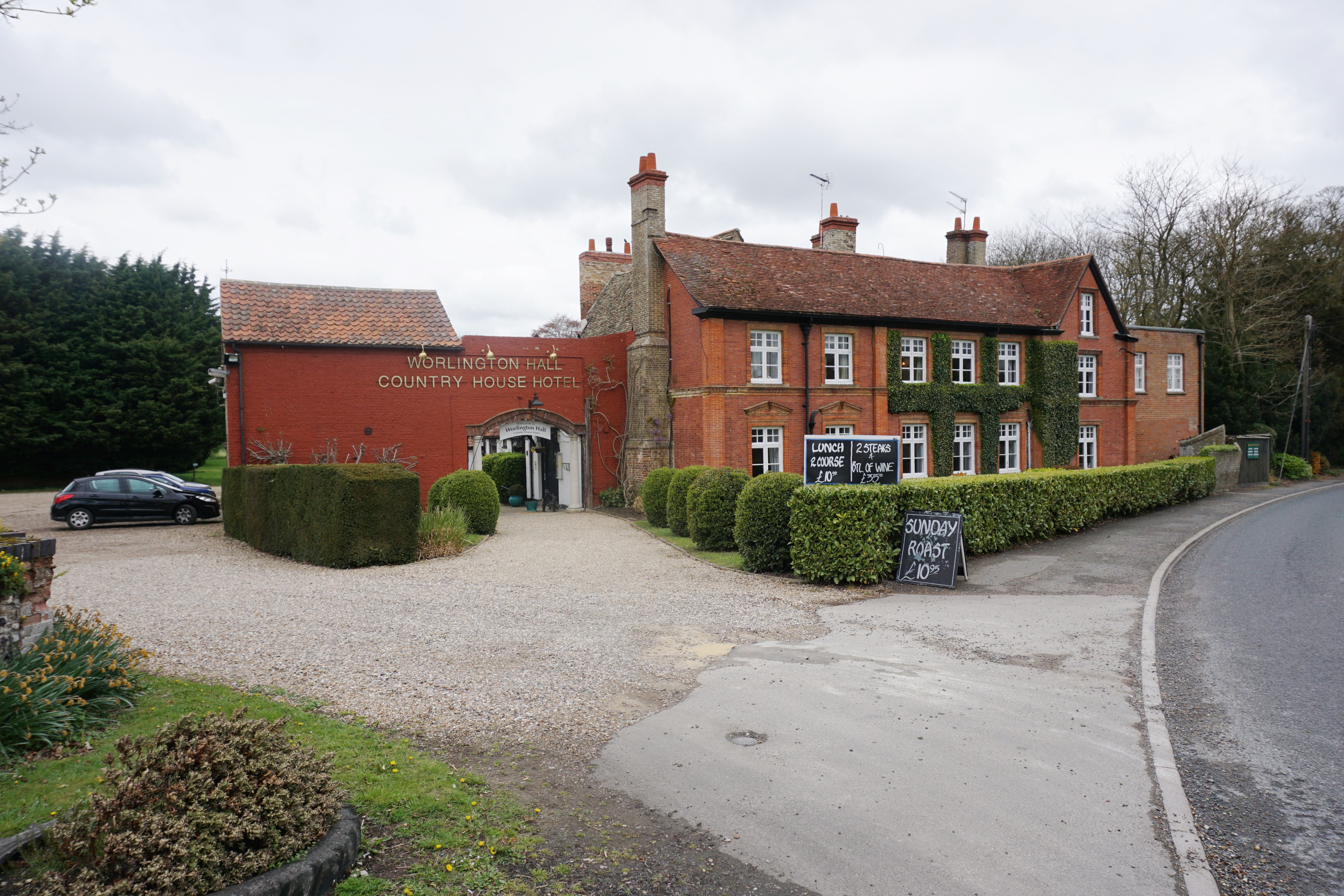
Worlington Hall - maintenant un hôtel

Il est député pour Rochester de 1765 à 1768, de Grampound, en Cornouailles de 1768 à 1774, de Saltash de 1774 à 1784 et de Richmond, Yorkshire de 1786 à 1790. Pendant une grande partie de sa carrière, il est secrétaire du Trésor sous différentes administrations.
Il prétend avoir hérité du titre de baronnet Cooper de Gogan à partir de 1775, s'appelant ainsi Sir Gray Cooper, mais sa prétention est douteuse. En 1799, il acquiert le manoir de Worlington, près de Bury St Edmunds, dans le Suffolk, et vit à Worlington Hall, le manoir du XVIe siècle.
Gray meurt subitement en 1801 chez lui et est enterré à l'église All Saints, à Worlington. Il se marie deux fois. Tout d'abord en 1753, avec Margaret, fille d'Henry Gray, 1er baronnet de Howick, Northumberland et, en 1762, Elizabeth Kennedy de Newcastle upon Tyne, avec qui il a 2 fils et 2 filles. Son fils, Frederic Gray-Cooper, lui succède à son "titre" et à ses biens.